# صبورة (سلمية)
الصبورة قرية تتبع ناحية صبورة، منطقة سلمية في محافظة حماة في سورية.
يمر فيها الطريق المؤدي لمدينة الرقة في شمال شرق سوريا.
تعتمد الصبورة على إنتاجها الزراعي بالإضافة للعديد من الوظائف الحكومية المتوفرة فيها. يمتاز أبناؤها بأنهم من الفئة التي نالت قسطًا وافيًا من التعليم ومنذ أوائل الخمسينات. تتوفر فيها ابتدائيتان وإعدادية وثانوية بمختلف فروعها عدا الصناعية.